# Aeroportul Surat Thani
Aeroportul Surat Thani (IATA: URT, ICAO: VTSB) este un aeroport din Hua Toei⁠(d), Districtul Phunphin, Provincia Surat Thani, Thailanda ce deservește zona Surat Thani United F.C.⁠(d). Aeroportul a fost tranzitat în 2020 de 1.087.453 de pasageri.
Situat la o altitudine de 87 m, aeroportul dispune de o singură pistă.